# Benetice (Světlá nad Sázavou)
Benetice (deutsch Benetitz) ist ein Ortsteil der Stadt Světlá nad Sázavou. Er liegt vier Kilometer nordwestlich von Světlá nad Sázavou und gehört zum Okres Havlíčkův Brod.

## Geographie
Benetice befindet sich am westlichen Fuße des Žebrákovský kopec (601 m) in den Wäldern der Böhmisch-Mährischen Höhe rechtsseitig der Sázava.
Nachbarorte sind Svatojanské Hutě und Opatovice im Norden, Žebrákov im Nordosten, Horní Březinka im Osten, Dolní Březinka im Südosten, Mrzkovice und Leštinka im Süden, Mezilesí und Pavlíkov im Südwesten, Kostelík und Vilémovice im Westen sowie Pavlov im Nordwesten.

## Geschichte
Das Dorf wurde 1375  als Beneczicze erstmals erwähnt. In Benetice bestand früher eine Glasfabrik.  Flurnamen wie Na sušírnách und der Teich Sklárenský rybník  lassen sich  von ihr herleiten. 1787 ist der Name Benetitz nachweisbar. Nach der Aufhebung der Patrimonialherrschaften bildete Benetice ab 1850 eine Gemeinde im Bezirk Ledeč. Im Zuge der Gemeindegebietsreform von 1960 wurde der Ort am 1. Jänner 1961 nach Mrzkovice eingemeindet und dem Okres Havlíčkův Brod zugeordnet. Zusammen mit Mrzkovice wurde Benetice 1980 zum Ortsteil von  Světlá nad Sázavou. Das Dorf besteht aus 31 Häusern, davon dienten im Jahre 2001 16 zu Wohnzwecken. 1991 hatte Benetice 39 Einwohner, 2001 waren es 32.
Am östlichen Ortsrand an der Försterei besteht ein Freizeitcamp. Dieses diente bis 1990 als Pionierlager und es wird von jungen Leuten aus Ungarn, Polen und Deutschland besucht.
Auf dem Dorfplatz von Benetice wächst eine Linde, die 1945 gepflanzt wurde.

## Fotos

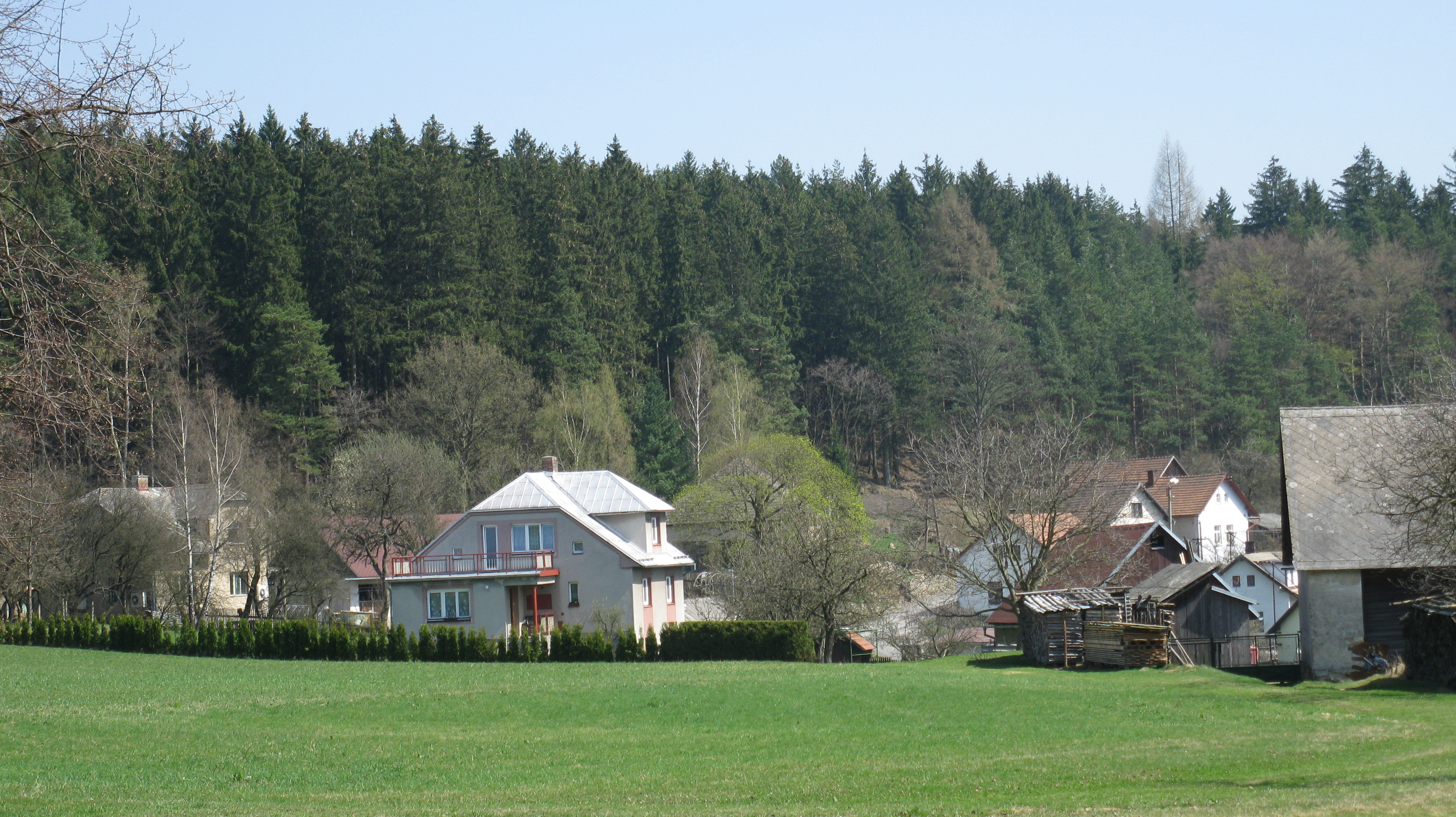
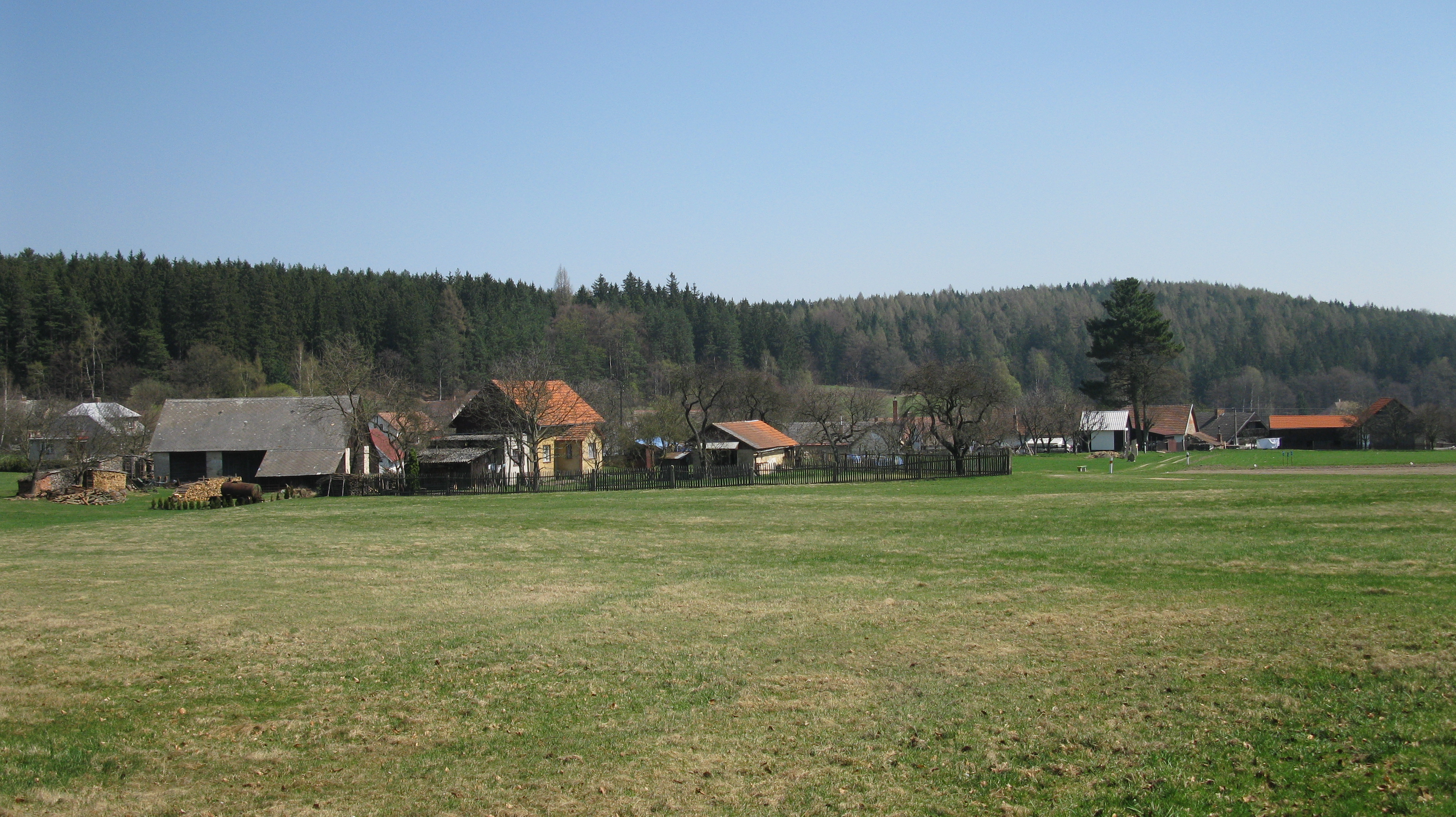
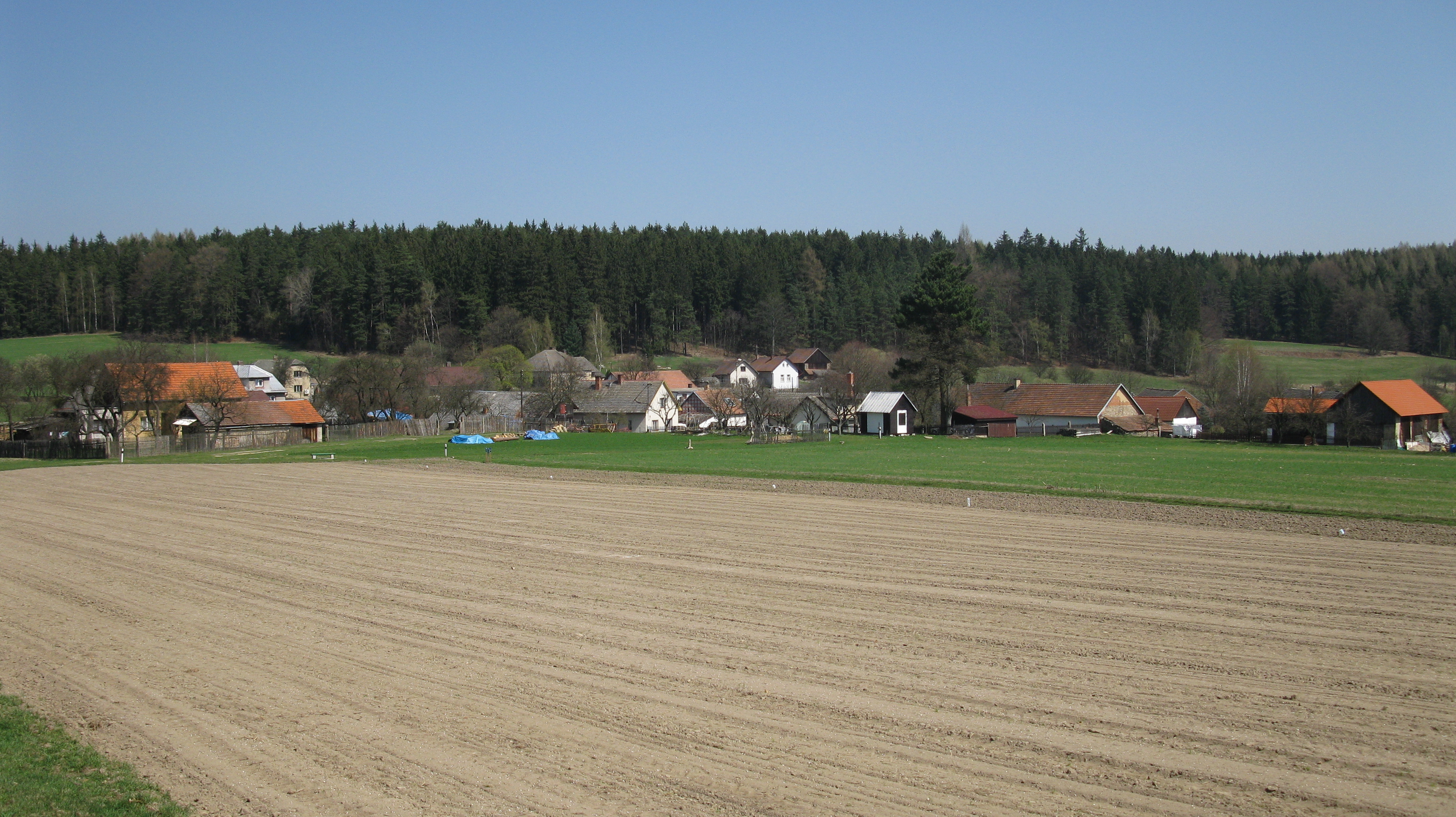
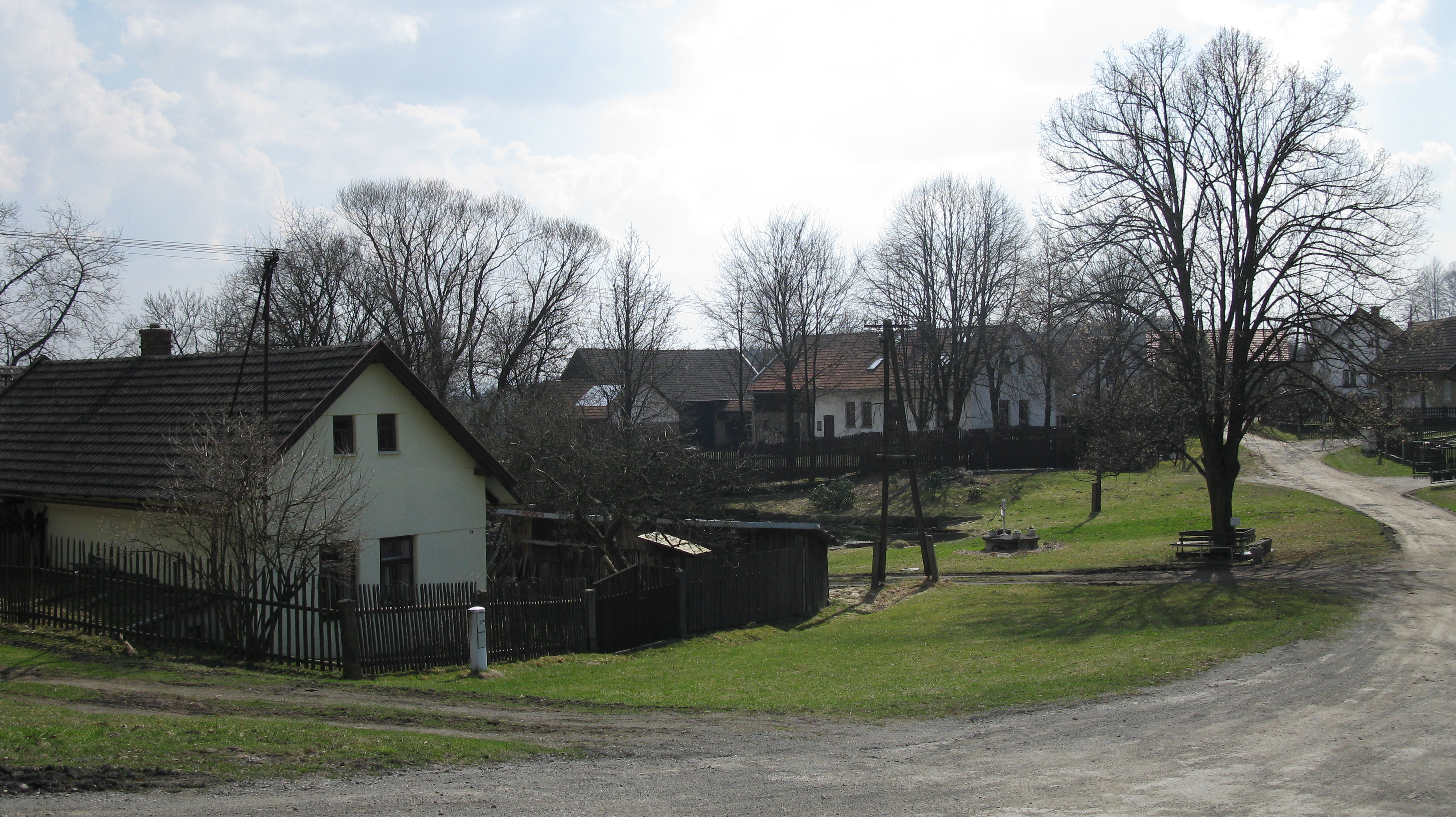
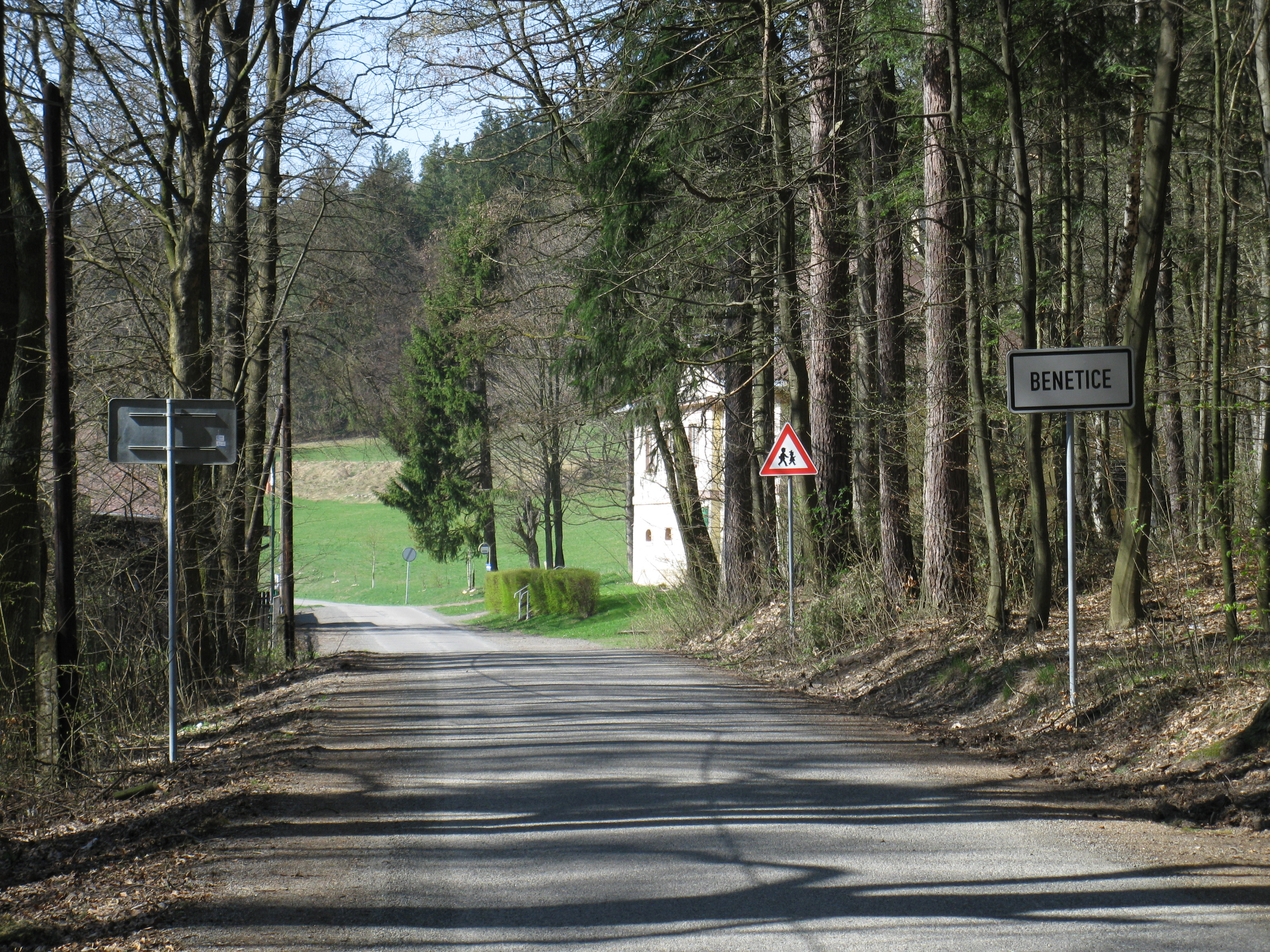
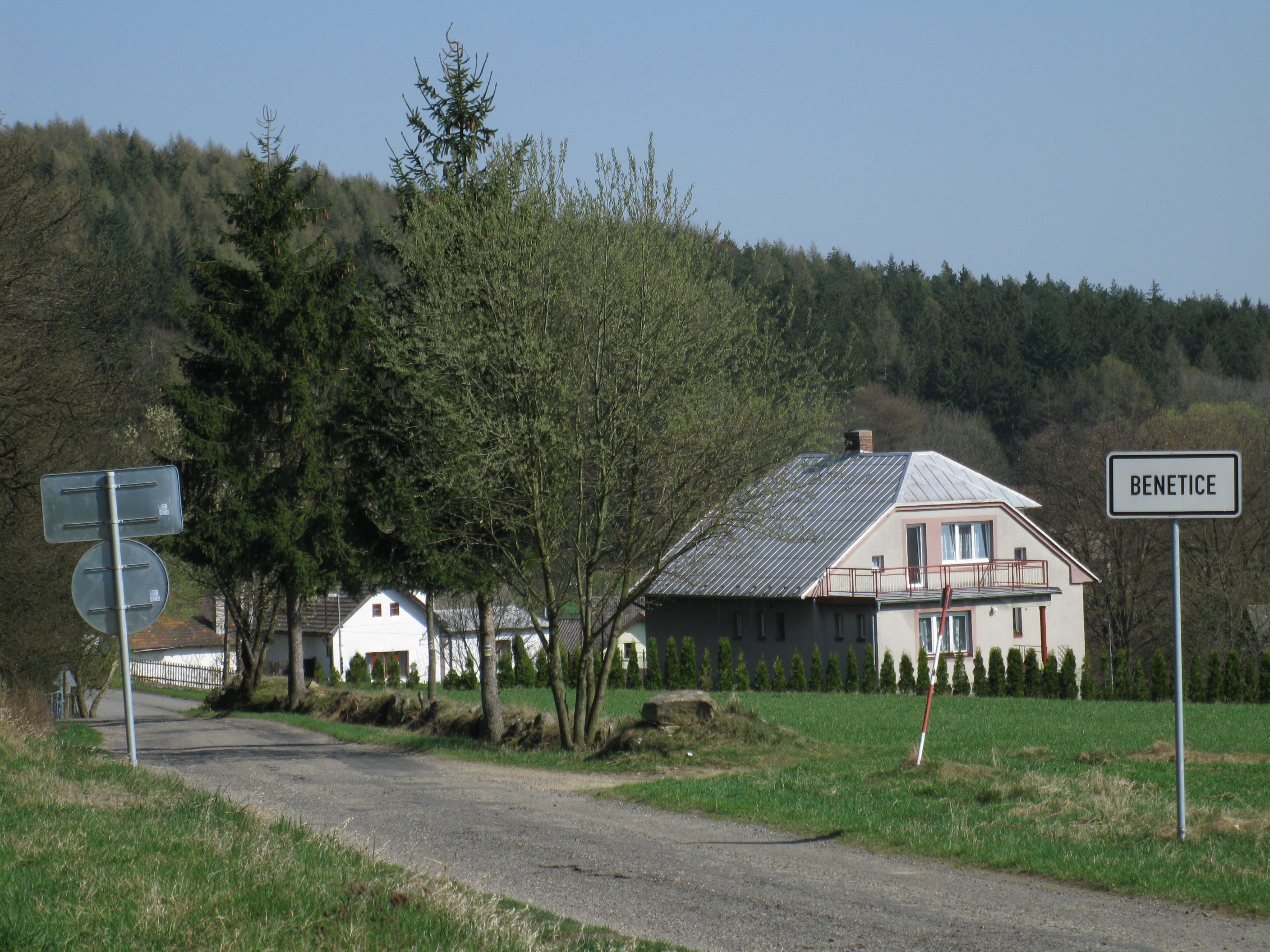
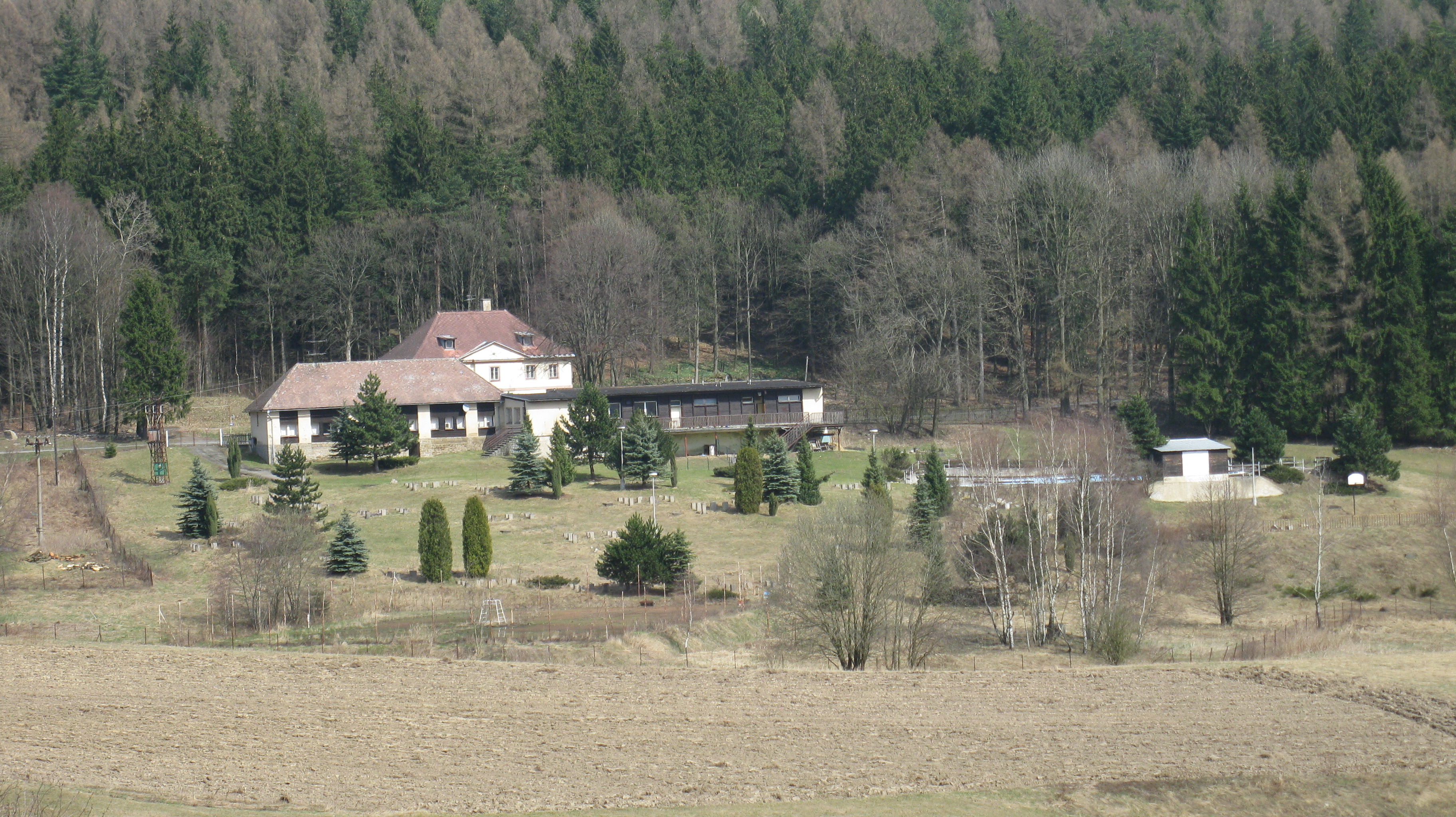
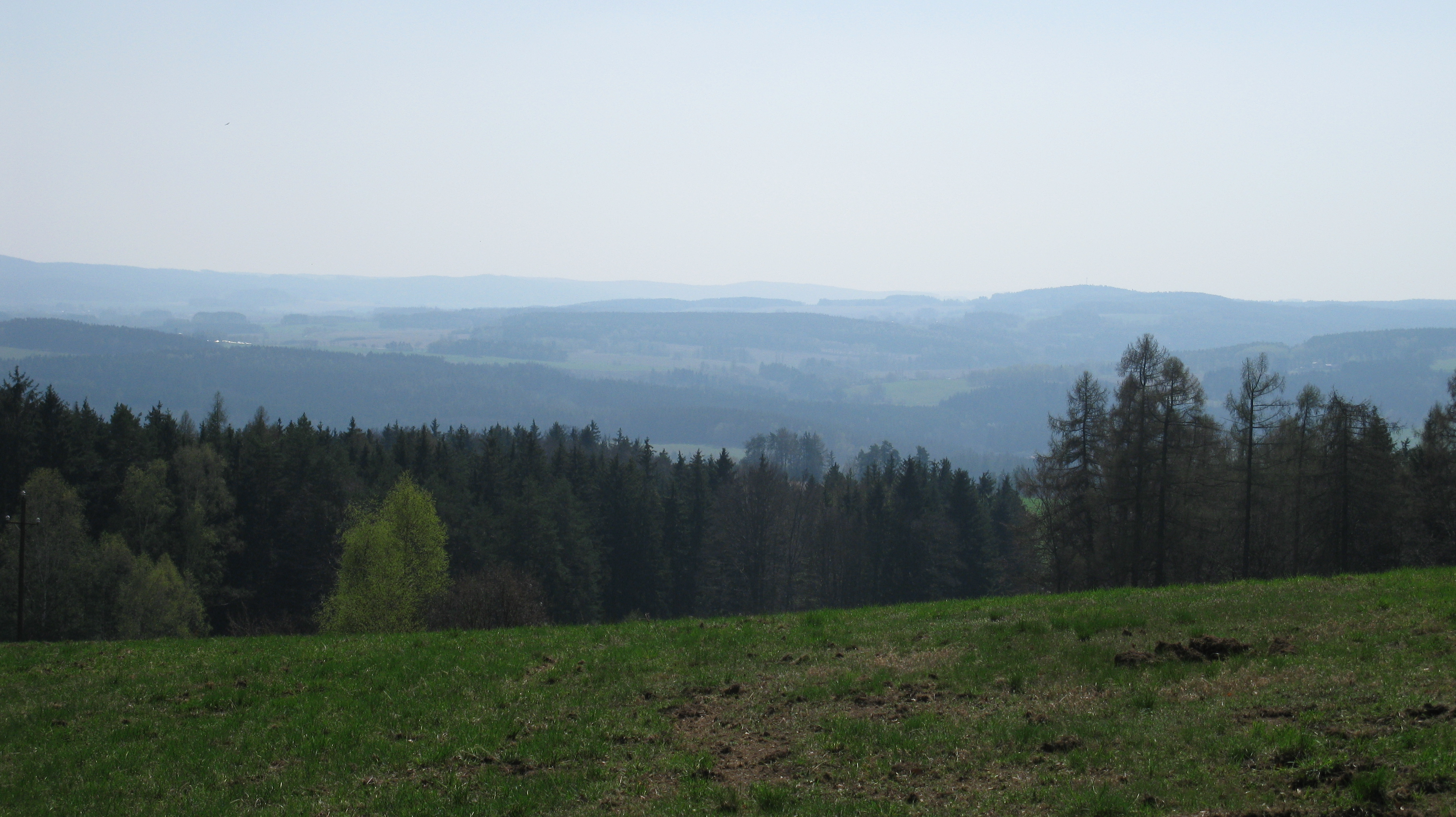